# Scleria leptostachya
Scleria leptostachya är en halvgräsart som beskrevs av Carl Sigismund Kunth. Scleria leptostachya ingår i släktet Scleria och familjen halvgräs. Inga underarter finns listade i Catalogue of Life.